# Сейдиу, Беким
Беким Сейдиу (23 октября 1974, Клин, Югославия) — судья Конституционного суда Республики Косово.

## Детство и образование
Сейдиу получил юридическую степень в университете Приштины в 1999 году. В 2001 году он получил степень магистра по вопросам демократии и прав человека от университетов Болоньи и Сараево. В 2005 году Сейдиу получил степень магистра по международным отношениям Университета Билькент (Турция). В настоящее время он является степень доктора философии, кандидата в международных отношениях от Университета Билькент.

### Карьера
Сейдиу начал работать в качестве доцента на кафедре международного права юридического факультета Университета Приштины в 2002 году. Он работал в качестве эксперта на нескольких международных проектах, связанных с государственным сектором, а также сектором гражданского общества в Косове.
8 апреля 2008 года Сейдиу назначен главным советником по политическим вопросам министра иностранных дел Республики Косово. С 2008 по 2012 годы — посол Косова в Турции. С 2012 по 2014 год — генеральный консул Косова в Нью-Йорке. С апреля 2015 года — судья Конституционного суда Косова.

## Семья
Сейдиу женат на Алберие Рраси-Сейдиу, учителя начальной школы в Приштине. У них две дочери, Мелисса и Самира.

## Опубликованные работы
Сейдиу был опубликован ряд научных статей, в Косове и международных научных журналах, и перевел три книги, связанные с правами человека и международным правом. 